# التراجيديات الصغيرة

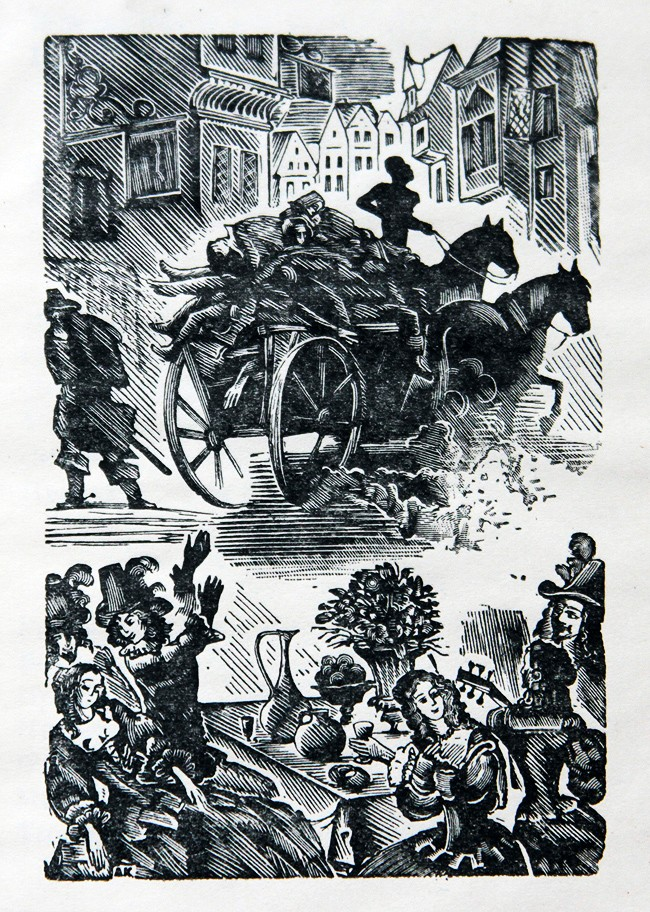
رسم أليكسي كرافشينكو لمأساة ألكسندر بوشكين (عيد في زمن الطاعون) عام 1936.

التراجيديات الصغيرة (بالروسية: Маленькие трагедии)،هي مجموعة من المسرحيات التراجيدية القصيرة التي كتبها ألكسندر بوشكين ابتداء من العام 1830،وتتكون من أربع مسرحيات رئيسة هي: الفارس البخيل، وموتسارت وساليري، والضيف الحجري، ووليمة في زمن الطاعون. إلى جانب روسالكا والتي كتبها عام 1829،وهي مقطوعة شعرية فلكلورية فانتازية روسية عخ الروسالكا، وكذلك القطعة المسماة بمشاهد من أزمنة الفروسية والتي كتبها في العام 1835، وهي مقطوعة نثرية تتحدث عن ماضي روسيا المضيء من خلال شخصيات غيرت مجرى التاريخ هناك مثل القيصر بيتر الأول والثائر بوغاتشوف.

## عن التراجيديات الصغيرة
قال ألكسندر بوشكين عن هذه المجموعة المسرحية القصيرة، أنها تجارب مسرحية، الهدف منها البحث والتجريب الدراميين. وإذا كانت التراجيديا هي ما تجمع بينها، فإنها تفترق من حيث الزمان والمكان والانتماء القومي، إلا أنها تلتقي حول ما يمكن تسميته بالموضوعات الخالدة كالحسد والحب والكراهية والبخل، ويحاول الكاتب الغوص في أعماقها، وتقديم حلول فلسفية لها، لا تؤثر في القيم الفنية التي تنطوي عليها ولا تقلل من شعريتها.